# Calyptrochaeta boniana
Calyptrochaeta boniana là một loài rêu trong họ Daltoniaceae. Loài này được Besch. B.C. Tan & Z. Iwats. mô tả khoa học đầu tiên năm 1993.